# جبل حاج إبراهيم
يقع على الحدود العراقية الإيرانية وقمة ارتفاها 3587 متراً فوق مستوى سطح البحر وبذلك تمثل قمة ثالث أعلى قمم العراق.
يقع هذا الجبل ضمن جبال زاغروس.